# Yonne (megye)
Yonne (IPA: [jɔn]) a 83 eredeti département egyike, amelyeket a francia forradalom alatt, 1790. március 4-én hoztak létre, Burgundia, Champagne és Orleans tartományokból.

## Elhelyezkedése
Franciaország középső részén terül el, Burgundia-Franche-Comté régió (2015 végéig Burgundia régió) része.

## Települések
| Kerület | Lakos (1999) | Terület (km²) | Kanton | Önkormányzat |
| ------- | ------------ | ------------- | ------ | ------------ |
| Auxerre | 36.200       | 3515          | 22     | 196          |
| Avallon | 7.248        | 2209          | 10     | 149          |
| Sens    | 24.883       | 1704          | 10     | 108          |

### Legnagyobb városok
- Auxerre
- Avallon
- Sens